# Miguel Ángel López
Miguel Ángel López, född 3 juli 1988, är en spansk friidrottare som tävlar i gång. López tog VM-guld 2015 och deltog vid olympiska sommarspelen 2012.

## Karriär
I augusti 2022 vid EM i München blev López den första Europamästaren i den nya grenen 35 kilometer gång efter ett lopp på 2 timmar, 26 minuter och 49 sekunder.